# Entoloma xanthoserrulatum
Entoloma xanthoserrulatum är en svampart som tillhör divisionen basidiesvampar, och som beskrevs av Machiel Evert ("Chiel") Noordeloos och Vauras. Entoloma xanthoserrulatum ingår i släktet Entoloma, och familjen Entolomataceae. Enligt den finländska rödlistan är arten otillräckligt studerad i Finland. Arten har ej påträffats i Sverige. Artens livsmiljö är fuktig örtrik skog.